# Agrotis chretieni
Agrotis chretieni là một loài bướm đêm trong họ Noctuidae.